# Deutsche Cadre-47/2-Meisterschaft 1959/60

Veranstaltungsort: Weiden i.d.OPf.

Die Deutsche Cadre-47/2-Meisterschaft 1959/60 war eine Billard-Turnierserie und fand vom 3. bis zum 6. Dezember 1959 in Weiden in der Oberpfalz zum 34. Mal statt.

## Geschichte
Ohne den „Dominator“ der letzten Jahre Walter Lütgehetmann war der Meisterschaftausgang zu Turnierbeginn offen. Zum Schluss setzte sich der seit Jahren auf die Bandendisziplinen spezialisierte August Tiedtke durch und wurde zum zweiten Mal nach 1947 (noch im Cadre 45/2) Deutscher Meister. Dabei kam Tiedtke das Billardmaterial sehr zugute. In Weiden war ein schwankender Parkettfußboden verlegt, es gab viel Zugluft im Turniersaal und die Elfenbeinbälle waren unrund. Das bereitete den klassischen Cadrespielern große Probleme. Trotz allem wurde der Düsseldorfer Cadrespezialist Siegfried Spielmann mit allen Turnierbestleistungen Zweiter vor dem Essener Norbert Witte.

## Turniermodus
Zunächst wurden zwei Ausscheidungsrunden im Round-Robin-System bis 400 Punkte mit Nachstoß gespielt. Der Letzte jeder Gruppe schied aus. Dann wurde eine Endrundengruppe gespielt bei der jeder Spieler gegen die Gruppenbesten der jeweils anderen Gruppe spielte. Die Spiele gegen die ausgeschiedenen Spieler kamen hierbei nicht in die Wertung.
Bei MP-Gleichstand wurde in folgender Reihenfolge gewertet:
1. MP = Matchpunkte
2. GD = Generaldurchschnitt
3. HS = Höchstserie

## Ausscheidungsgruppe A
| MP    | Match Points (Sieger = 2; Unentschieden = 1; Verlierer = 0) |
| Pkte. | Erzielte Karambolagen                                       |
| Aufn. | Benötigte Versuche                                          |
| GD    | Generaldurchschnitt                                         |
| BED   | Bester Einzeldurchschnitt eines Spielers                    |
| HS    | Höchstserie                                                 |
|       | Bester GD des Turniers                                      |
|       | Bester ED des Turniers                                      |
|       | Beste HS des Turniers                                       |
|       | 1. Platz (Gold)                                             |
|       | 2. Platz (Silber)                                           |
|       | 3. Platz (Bronze)                                           |

| Klassement | Klassement                               | Klassement | Klassement | Klassement | Klassement | Klassement | Klassement |
| Platz      | Name                                     | MP         | Pkte.      | Aufn.      | GD         | BED        | HS         |
| ---------- | ---------------------------------------- | ---------- | ---------- | ---------- | ---------- | ---------- | ---------- |
| 1          | Siegfried Spielmann (Düsseldorf)         | 8:0        | 1600       | 97         | 16,49      | 18,18      | 122        |
| 2          | Josef Bolz (Köln)                        | 6:2        | 1453       | 162        | 8,96       | 12,12      | 73         |
| 3          | Hans Ritschel (München)                  | 4:4        | 1276       | 168        | 7,59       | 7,84       | 68         |
| 4          | Ewald Kajan (Duisburg)                   | 2:6        | 1069       | 161        | 6,63       | 7,84       | 48         |
| 5          | Matthias Metzemacher (Bergisch Gladbach) | 0:8        | 1226       | 190        | 6,45       | –          | 41         |

## Ausscheidungsgruppe B
| Klassement | Klassement                  | Klassement | Klassement | Klassement | Klassement | Klassement | Klassement |
| Platz      | Name                        | MP         | Pkte.      | Aufn.      | GD         | BED        | HS         |
| ---------- | --------------------------- | ---------- | ---------- | ---------- | ---------- | ---------- | ---------- |
| 1          | August Tiedtke (Düsseldorf) | 8:0        | 1600       | 96         | 16,66      | 22,22      | 107        |
| 2          | Norbert Witte (Essen)       | 6:2        | 1455       | 110        | 13,22      | 20,00      | 101        |
| 3          | Walter Zill (Gelsenkirchen) | 4:4        | 1177       | 141        | 8,34       | 9,75       | 63         |
| 4          | Rudolf Apelt (Berlin)       | 2:6        | 1018       | 146        | 6,97       | 8,88       | 46         |
| 5          | Walter Knittl (Regensburg)  | 0:8        | 807        | 135        | 5,97       | –          | 38         |

## Endrunde
| Klassement                   | Klassement                       | Klassement | Klassement | Klassement | Klassement | Klassement | Klassement |
| Platz                        | Name                             | MP         | Pkte.      | Aufn.      | GD         | BED        | HS         |
| ---------------------------- | -------------------------------- | ---------- | ---------- | ---------- | ---------- | ---------- | ---------- |
| 1                            | August Tiedtke (Düsseldorf)      | 8:0        | 1600       | 123        | 14,73      | 22,22      | 107        |
| 2                            | Siegfried Spielmann (Düsseldorf) | 6:2        | 1496       | 92         | 16,26      | 28,57      | 191        |
| 3                            | Norbert Witte (Essen)            | 6:2        | 1451       | 128        | 11,33      | 14,28      | 135        |
| 4                            | Hans Ritschel (München)          | 4:4        | 1486       | 139        | 10,69      | 19,04      | 98         |
| 5                            | Rudolf Apelt (Berlin)            | 2:6        | 964        | 110        | 8,76       | 13,33      | 49         |
| 6                            | Ewald Kajan (Duisburg)           | 2:6        | 1046       | 126        | 8,30       | 9,75       | 69         |
| 7                            | Josef Bolz (Köln)                | 2:6        | 1221       | 154        | 7,92       | 10,81      | 66         |
| 8                            | Walter Zill (Gelsenkirchen)      | 2:6        | 1183       | 150        | 7,88       | 8,88       | 80         |
| Endrundendurchschnitt: 10,22 |                                  |            |            |            |            |            |            |

## Abschlusstabelle
| Klassement                | Klassement                               | Klassement | Klassement | Klassement | Klassement | Klassement | Klassement |
| Platz                     | Name                                     | MP         | Pkte.      | Aufn.      | GD         | BED        | HS         |
| ------------------------- | ---------------------------------------- | ---------- | ---------- | ---------- | ---------- | ---------- | ---------- |
| 1                         | August Tiedtke (Düsseldorf)              | 14:0       | 2800       | 190        | 14,73      | 22,22      | 107        |
| 2                         | Siegfried Spielmann (Düsseldorf)         | 12:2       | 2696       | 167        | 16,14      | 28,57      | 191        |
| 3                         | Norbert Witte (Essen)                    | 10:4       | 2506       | 218        | 11,49      | 14,28      | 135        |
| 4                         | Hans Ritschel (München)                  | 6:8        | 2362       | 252        | 9,37       | 19,04      | 98         |
| 5                         | Josef Bolz (Köln)                        | 6:8        | 2274       | 254        | 8,95       | 12,12      | 73         |
| 6                         | Walter Zill (Gelsenkirchen)              | 4:10       | 1960       | 250        | 7,84       | 8,88       | 80         |
| 7                         | Rudolf Apelt (Berlin)                    | 2:12       | 1582       | 211        | 7,49       | 13,33      | 49         |
| 8                         | Ewald Kajan (Duisburg)                   | 2:12       | 1715       | 236        | 7,26       | 9,75       | 69         |
| 9                         | Matthias Metzemacher (Bergisch Gladbach) | 0:8        | 1226       | 190        | 6,45       | –          | 41         |
| 10                        | Walter Knittl (Regensburg)               | 0:8        | 807        | 135        | 5,97       | –          | 38         |
| Turnierdurchschnitt: 9,52 |                                          |            |            |            |            |            |            |